# A Fülöp-szigetek a 2020. évi téli ifjúsági olimpiai játékokon
A Fülöp-szigetek a Lausanneban megrendezett 2020. évi téli ifjúsági olimpiai játékok egyik részt vevő nemzete volt.

## Alpesisí

### Lány
| Versenyző              | Versenyszám      | 1. futam | 1. futam | 2. futam | 2. futam | Összesen | Összesen |
| Versenyző              | Versenyszám      | Idő      | Hely.    | Idő      | Hely.    | Idő      | Hely.    |
| ---------------------- | ---------------- | -------- | -------- | -------- | -------- | -------- | -------- |
| Ana Noelle Wahleithner | Műlesiklás       | 1:02,20  | 40.      | 1:01,67  | 33.      | 2:03,87  | 33.      |
| Ana Noelle Wahleithner | Óriás-műlesiklás | 1:34,46  | 56.      | 1:29,77  | 26.      | 3:04,23  | 36.      |

## Rövidpályás gyorskorcsolya

### Fiú
| Versenyző       | Versenyszám | Előfutam | Előfutam | Negyeddöntő | Negyeddöntő | Elődöntő | Elődöntő | Döntő   | Döntő   | Helyezés |
| Versenyző       | Versenyszám | Idő      | Hely.    | Idő         | Hely.       | Idő      | Hely.    | Idő     | Hely.   | Helyezés |
| --------------- | ----------- | -------- | -------- | ----------- | ----------- | -------- | -------- | ------- | ------- | -------- |
| Julian Macaraeg | 500 m       | 43,235   | 1.       | 42,046      | 3.          | Kiesett  | Kiesett  | Kiesett | Kiesett | 9.       |
| Julian Macaraeg | 1000 m      | 1:38,100 | 4.       | Kiesett     | Kiesett     | Kiesett  | Kiesett  | Kiesett | Kiesett | 29.      |

### Vegyes nemzetek
| Versenyző                                                                                                   | Versenyszám  | Elődöntő | Elődöntő | B-döntő  | B-döntő  | Döntő   | Döntő   | Helyezés |
| Versenyző                                                                                                   | Versenyszám  | Idő      | Hely.    | Idő      | Hely.    | Idő     | Hely.   | Helyezés |
| --- | ------------ | -------- | -------- | -------- | -------- | ------- | ------- | -------- |
| E-csapat Nagamori Haruna (JPN) Petra Rusnáková (SVK) Li Kung-csao (Li Kongchao) (CHN) Julian Macaraeg (PHI) | Vegyes váltó | 4:22,054 | 4.       | Kizárták | Kizárták | Kiesett | Kiesett | 8.       |